# Wonodoyo
Wonodoyo is een bestuurslaag in het regentschap Boyolali van de provincie Midden-Java, Indonesië. Wonodoyo telt 2472 inwoners (volkstelling 2010).